# Giovanni Battista Ceschi a Santa Croce
Fra' Giovanni Battista Ceschi a Santa Croce, conte di Cavedine (Trento, 21 febbraio 1827 – Roma, 24 gennaio 1905) fu luogotenente e poi principe e Gran Maestro del Sovrano Militare Ordine di Malta.

## Biografia
Nel 1871 venne scelto come successore di fra' Alessandro Borgia alla carica di luogotenente del magisterio (governatore dell'Ordine), fino a quando papa Leone XIII approvò la nomina a grande maestro dell'Ordine di Malta il 28 marzo 1879. Fu quindi il primo grande maestro dopo oltre settanta anni di luogotenenza dovuta ai problemi riscontrati dall'Ordine nei suoi spostamenti; ormai dal 1834 l'Ordine era stabilmente situato a Roma e da circa 10 anni la sua sede godeva del diritto di extraterritorialità.
Durante il suo magistero Ceschi avviò la creazione di associazioni nazionali dei laici (senza professi cavalieri) a partire dal Regno Unito (1875) per separare i membri cattolici da quelli del parallelo (e anglicano) Venerabile Ordine di San Giovanni, in Italia (Associazione dei cavalieri italiani del Sovrano Militare Ordine di Malta) nel 1877, in Spagna nel 1885 (riannettendo di fatto, grazie alla Regina di Spagna, Maria Cristina d'Austria reggente del regno, un ramo dell'Ordine separatosi nel 1802), in Francia nel 1891 e in Portogallo nel 1899.

## Araldica
| Stemma | Descrizione                                                                              | Blasonatura |
| ------ | ---------------------------------------------------------------------------------------- | --- |
|        | Giovanni Battista Ceschi a Santa Croce Gran maestro del Sovrano Militare Ordine di Malta | Inquartato: nel 1° di rosso alla croce d'argento; nel 2° inquartato: nel 1° d'azzurro al grifone d'oro coronato dello stesso, nel 2° troncato di rosso e d'argento con una croce decussata troncata d'argento e di rosso, nel 3° come il 1°, nel 4° come il 2°, sul tutto di nero a tre fasce d'oro con un leone dello stesso coronato emergente dalle medesime; nel 3° come il 2°; nel 4° come il 1° |